# Bobby Orr

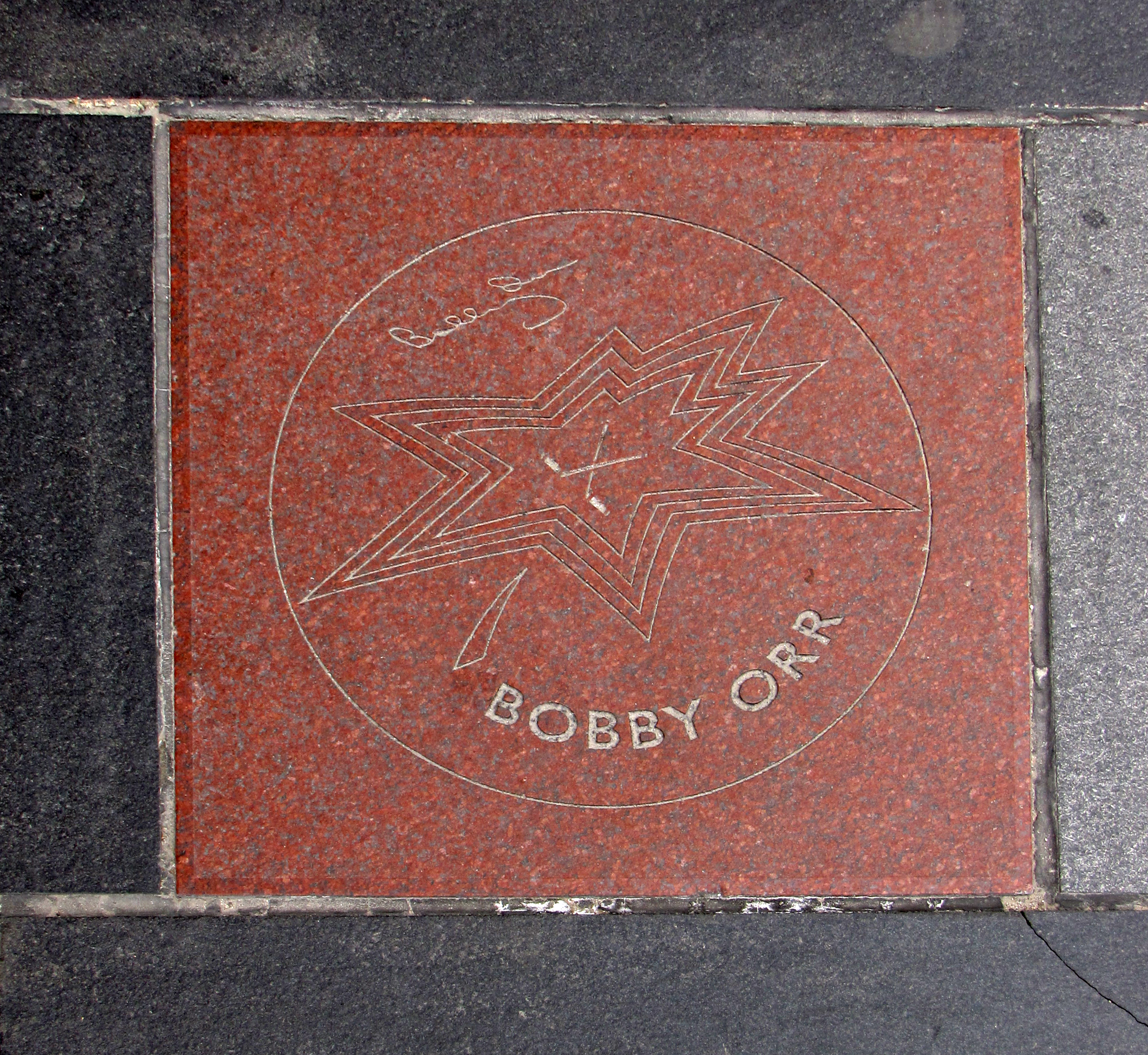
Estrela de Bobby Orr na Calçada da Fama do Canadá.

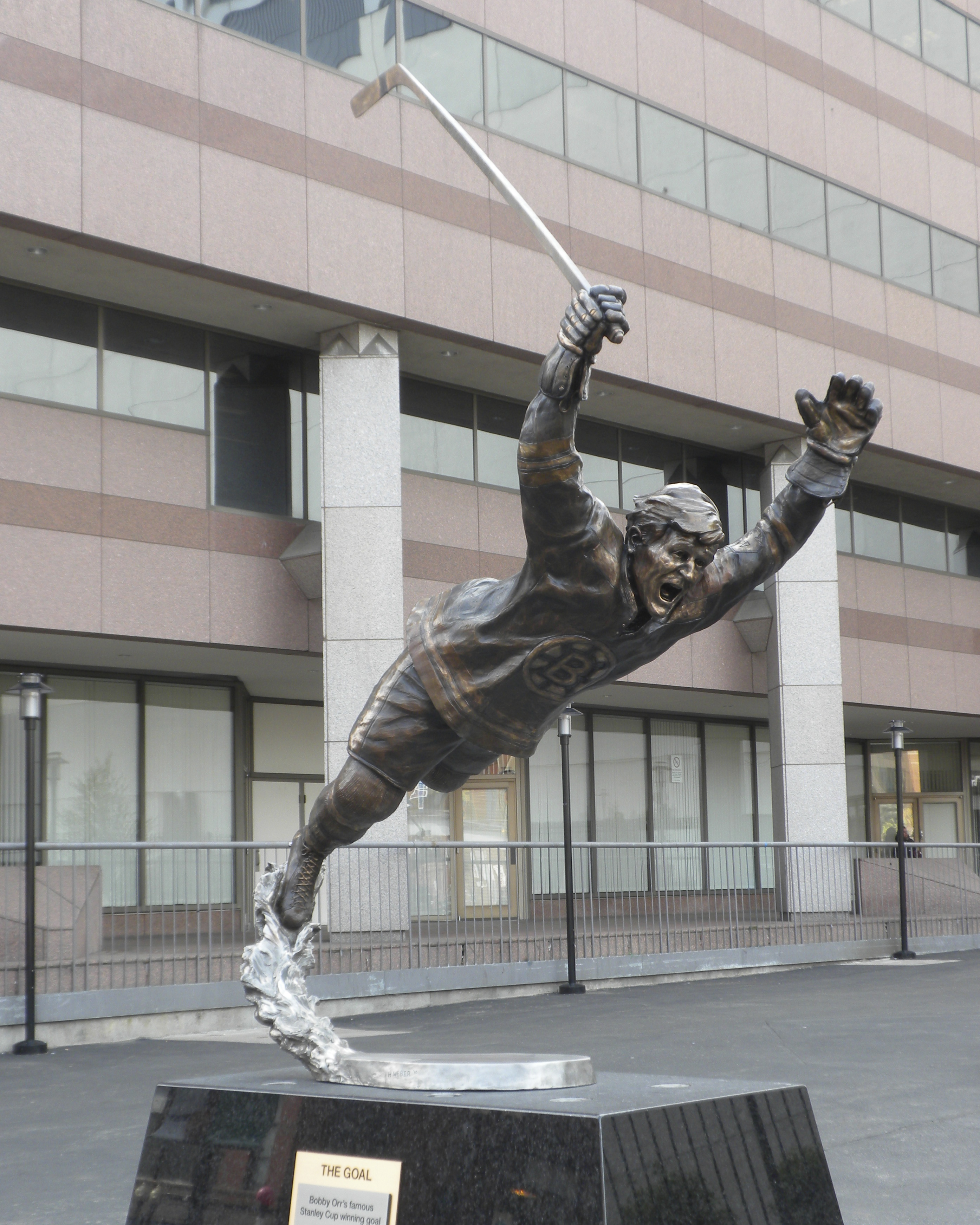
Estátua de Orr no TD Garden

Robert Gordon Orr (Parry Sound, Ontário, 20 de março de 1948) é um ex-jogador de hóquei no gelo canadense. Durante sua carreira profissional, que durou de 1962 a 1979, ele defendeu o Boston Bruins e o Chicago Black Hawks. Bobby Orr é considerado um dos melhores jogadores da história da NHL.